# Ironi Nahariya
El Ironi Nahariya (en hebreo: עירוני נהריה) es un equipo de baloncesto israelí con sede en la ciudad de Nahariya, que compite en la Liga Leumit, la segunda competición de Israel. Disputa sus partidos en el Ein Sara Sport Hall, con capacidad para 2500 espectadores.

## Historia
El equipo fue fundado bajo el nombre "Hapoel Nahariya" en 1969. Ascendió por primera vez a Primera División Israelí (Ligat Ha'al) en la temporada 1991/1992, aunque dos años después descendió a la liga nacional de nuevo.
En la temporada 1999/2000, estando en la liga regional, la empresa Strauss adoptó al equipo, y pasó a llamarse "Ironi Strauss Nahariya". Al final de esa temporada, Nahariya ascendió desde la liga regional a la Segunda Liga Nacional (liga nacional B).
En la temporada 2000/2001, con el ascenso a la Segunda Liga Nacional, también aumentaron las expectativas, y Nahariya fue señalada como candidata al ascenso, con una plantilla que incluía a Ilan Berkovich, Jermaine Spivey, Yossi Dadon, Eran Sudai, Yonatan Segal, Aqib Itach, Jason McCutchen, Shay Shmul, Ronen Azulai y Saar Shapira. Peter Viniyé fue cedido al equipo a comienzos de la segunda vuelta desde Maccabi Tel Aviv. Al final de la temporada, los esfuerzos del equipo, bajo su nuevo entrenador Avi Ashkenazi, fracasaron en el objetivo de ascender a la liga primera, pese a contar con un presupuesto elevado de 1,7 millones de shekels, quedando en cuarto lugar de la tabla. En esa misma temporada, Nahariya protagonizó una sorpresa al vencer al Hapoel Jerusalem por 91‑79 en Ein Sara, en el primer encuentro de los cuartos de final de la Copa del Estado. En el segundo partido, disputado en Malja, Nahariya perdió 105‑92 tras la prórroga y fue eliminada de la competición.

Era dorada
La temporada 2001/2002 la inició Nahariya en su nueva cancha local: el Polideportivo "Ein Sara". Se realizó un cambio sustancial en la plantilla cuando dos jugadores formados en el club se marcharon: Eran Sudai e Ilan Berkovich dejó el equipo por motivos profesionales. Tras el descenso del Hapoel Safed a la liga inferior, varios jugadores clave se trasladaron desde ese club, entre ellos Oren Ben Hamo, Amit Ben David y el destacado extranjero Adrian Pfleger. El inicio de la temporada fue electrizante, con nueve victorias consecutivas y una victoria de visita de gran prestigio frente al Hapoel Tel Aviv en la cancha de Ussishkin, por 84‑82, con un canasto de Pfleger en el último segundo.
Más adelante en la temporada, Nahariya llegó a los cuartos de final de la Copa del Estado, donde fue eliminada por Ironi Ramat Gan tras perder 77‑61. Al final de la temporada, el equipo logró regresar a la Primera Liga tras terminar la temporada regular en segundo lugar, solo detrás del Hapoel Tel Aviv, y vencer 3‑0 a Ramat Hasharon en la serie de semifinales de liga. En la final perdió 2‑0 ante el Hapoel Tel Aviv en una serie al mejor de tres. Adrian Pfleger fue el jugador más destacado de la temporada, con un promedio de 24 puntos por partido.

Temporada 2002/2003
La temporada 2002/2003 fue la primera en la que Nahariya regresó a la Liga Premier desde 1994. Durante esta campaña, el equipo cambió sus colores de naranja y azul, considerados demasiado brillantes y problemáticos para las cámaras de televisión, adoptando en su lugar el púrpura y blanco, lo cual fue muy bien recibido por los aficionados. Otra versión sugiere que el cambio se debió a una solicitud del patrocinador, la empresa Cellcom, que encontraba el naranja demasiado asociado con la competidora Orange.
Nahariya culminó la temporada en segundo lugar en la Liga Premier, avanzó hasta la final del campeonato y perdió ante el campeón Maccabi Tel Aviv.
Temporada 2003/2004
Fue la primera participación internacional de Nahariya, al clasificarse para la FIBA Europe League. Tras avanzar desde la ronda clasificatoria, derrotaron al equipo turco Türk Telekom en octavos de final, pero fueron eliminados por el ruso Ural Great en cuartos de final. A nivel local, terminaron terceros en la Liga Premier y alcanzaron las semifinales del torneo, siendo eliminados por Hapoel Tel Aviv.
Temporada 2004/2005
Se clasificaron nuevamente para la FIBA Europe League, finalizando primeros de su grupo, venciendo en octavos al equipo holandés Demon Astronauts, pero eliminados por el ucraniano Kyiv. En la Liga Premier, terminaron en sexto lugar y fueron eliminados en los cuartos de final por Ironi Ashkelon. También alcanzaron las semifinales de la Copa del Estado, donde fueron derrotados por Bnei Hasharon.
Temporada 2005/2006
En la competición europea (FIBA EuroCup), quedaron terceros en su grupo y fueron eliminados. En la liga nacional, finalizó en cuarto lugar, avanzando al Final Four, donde cayeron en semifinales ante el campeón Maccabi Tel Aviv.
Temporada 2006/2007
En esta temporada europea tampoco superaron la fase de grupos de la FIBA EuroCup, quedando terceros en su grupo. En la liga doméstica, finalizaron en quinto lugar y no lograron entrar a los playoffs.
Temporada 2007/2008
La organización adoptó el nombre Iscar Nahariya esta temporada. En Europa, fueron eliminados en la segunda ronda preliminar de la FIBA EuroCup por el equipo letón Barons LMT. En la liga nacional finalizaron en cuarto lugar y perdieron en semifinales ante Hapoel Holon, que al final se proclamó campeón. También cayeron en el partido por el tercer puesto, quedando en cuarta posición.
Temporada 2008/2009
La temporada sorprendió al eliminar a Maccabi Tel Aviv en los octavos de final de la Copa del Estado, pero fueron detenidos en semifinales por Hapoel Holon, que terminó ganando el trofeo.

## Nombres
- Hapoel Ironi

(-2006)
- Iscar

(2007-2008)
- Ironi

(2008-)

## Posiciones en Liga
| Temporada | Nivel | División     | Pos. | Postemporada     | Copa de Israel | Otras copas     | Otras copas | Competiciones europeas | Competiciones europeas | Competiciones europeas |
| --------- | ----- | ------------ | ---- | ---------------- | -------------- | --------------- | ----------- | ---------------------- | ---------------------- | ---------------------- |
| 2001–02   | 2     | Liga Leumit  | 2    | Finalista        | –              | –               | –           | –                      | –                      | –                      |
| 2002–03   | 1     | Super League | 2    | Finalista        | –              | –               | –           | –                      | –                      | –                      |
| 2003–04   | 1     | Super League | 3    | Semifinales      | –              | –               | –           | 3                      | FIBA Europe League     | QF                     |
| 2004–05   | 1     | Super League | 6    | Cuartos de final | –              | –               | –           | 3                      | FIBA Europe League     | QF                     |
| 2005–06   | 1     | Super League | 4    | Semifinales      | –              | –               | –           | 3                      | FIBA Europe League     | TR                     |
| 2006–07   | 1     | Super League | 5    | Cuartos de final | –              | –               | –           | 3                      | FIBA Europe League     | TR                     |
| 2007–08   | 1     | Super League | 4    | Semifinales      | –              | –               | –           | –                      | –                      | –                      |
| 2008–09   | 1     | Super League | 7    | Cuartos de final | Semifinales    | –               | –           | –                      | –                      | –                      |
| 2009–10   | 1     | Super League | 9    | –                | –              | Copa de la Liga | F           | –                      | –                      | –                      |
| 2010–11   | 2     | Liga Leumit  | 14   | –                | –              | –               | –           | –                      | –                      | –                      |
| 2011–12   | 2     | Liga Leumit  | 10   | –                | –              | –               | –           | –                      | –                      | –                      |
| 2012–13   | 2     | Liga Leumit  | 2    | Semifinales      | –              | –               | –           | –                      | –                      | –                      |
| 2013–14   | 2     | Liga Leumit  | 1    | Campeón          | –              | –               | –           | –                      | –                      | –                      |
| 2014–15   | 1     | Super League | 10   | –                | –              | –               | –           | –                      | –                      | –                      |
| 2015–16   | 1     | Super League | 4    | Cuartos de final | –              | –               | –           | –                      | –                      | –                      |
| 2016–17   | 1     | Super League |      |                  | –              | –               | –           | 3                      | Champions League       | TR                     |
| 2016–17   | 1     | Super League | 4    | FIBA Europe Cup  | –              | –               | –           | QF                     |                        |                        |

## Palmarés
- Ligat Winner
  - Subcampeón 2003

- National League
  - Campeón 2014
  - Subcampeón 2002

- League Cup
  - Subcampeón 2009

## Jugadores destacados
| - Vedran Vukušić - Rodger Farrington - Amit Ben David - Oren Ben Hemo - Iddo Cohen - Uri Kokia - Ido Kozikaro - Raviv Limonad - Yogev Ohayon - Barak Peleg - Amir Sharon - Tomer Shtainhauer - Sani Ibrahim - Dinma Odiakosa - Ryan Bowen | - Eric Campbell - Tasheed Carr - Sean Colson - James Dews - E.J.Drayton - Marc Egerson - Marcus Ginyard - LaMarr Greer - Gerrod Henderson - Otis Hill - Ashante Johnson - DeMarco Johnson - Jason Johnson - Michael Johnson - Kenny Lawson | - Arthur Lee - Mark Lyons - Kyle McAlarney - Adam McCoy - Aaron McGhee - Nate Miller - Chris Moss - James Peters - Adrian Pledger - Phil Ricci - Kevin Rice - JuShay Rockett - Steven Smith - Stevin Smith - Shawn Taggart | - Eric Tramiel - Tony Washam - Jayson Wells - John Williamson - Andre Woolridge - Alvin Young - Juan Méndez - Jeron Roberts - Adam Ballinger - Ramón Clemente - Jeff Greer - Greg Brunner - Julian Mavunga |